# فتاحی
فتاحی می‌تواند به موارد زیر اشاره کند:
- عابد فتاحی، نماینده دوره هفتم مجلس شورای اسلامی و دوره فعلی مجلس
- حسین فتاحی (نظامی)، نمایندهٔ دورهٔ نهم مجلس شورای اسلامی
- حسین فتاحی (نویسنده)، نویسنده و فیلمنامه‌نویس ایرانی
- پیمان فتاحی، بنیانگذار و رهبر جمعیت جمعیت ال‌یاسین (آل یاسین)
- بهروز فتاحی، رئیس ارشد اس‌پی‌ای (spe)
- محمد بن یحیی سیبک، از شاعران قرن نهم
- قادر فتاحی قاضی
- سیدرحمت‌الله فتاحی، سردبیر علوم و فناوری اطلاعات
- مهدی فتاحی، رئیس هیئت مدیره بانک صادرات